# Qu'est-ce que c'est la vie, chaton?
Albums de MGMT
Congratulations
(2010) We Hear of Love, of Youth, and of Disillusionment
(2011)
Qu'est-ce que c'est la vie, chaton? est le troisième EP du groupe américain de rock indépendant MGMT et leur premier enregistrement live. 

## Liste des chansons
| Qu'est-ce que c'est la vie, chaton? | Qu'est-ce que c'est la vie, chaton?  | Qu'est-ce que c'est la vie, chaton? | Qu'est-ce que c'est la vie, chaton? | Qu'est-ce que c'est la vie, chaton? | Qu'est-ce que c'est la vie, chaton? | Qu'est-ce que c'est la vie, chaton? | Qu'est-ce que c'est la vie, chaton? | Qu'est-ce que c'est la vie, chaton? | Qu'est-ce que c'est la vie, chaton? |
| No                                  | Titre                                | Durée                               |                                     |                                     |                                     |                                     |                                     |                                     |                                     |
| ----------------------------------- | ------------------------------------ | ----------------------------------- | ----------------------------------- | ----------------------------------- | ----------------------------------- | ----------------------------------- | ----------------------------------- | ----------------------------------- | ----------------------------------- |
| 1.                                  | Weekend Wars (live à Paris, 2010)    | 5:09                                |                                     |                                     |                                     |                                     |                                     |                                     |                                     |
| 2.                                  | Flash Delirium (live à Paris, 2010)  | 4:48                                |                                     |                                     |                                     |                                     |                                     |                                     |                                     |
| 3.                                  | Destrokk (live à Paris, 2010)        | 4:41                                |                                     |                                     |                                     |                                     |                                     |                                     |                                     |
| 4.                                  | Congratulations (live à Paris, 2010) | 4:27                                |                                     |                                     |                                     |                                     |                                     |                                     |                                     |
| 5.                                  | Brian Eno (live à Paris, 2010)       | 5:46                                |                                     |                                     |                                     |                                     |                                     |                                     |                                     |
| 24:11                               |                                      |                                     |                                     |                                     |                                     |                                     |                                     |                                     |                                     |